# ثيوأنتيموانات صوديوم
 ثيوأنتيموانات صوديوم  مركب كيميائي له الصيغة Na3(SbS4)9H2O ، ويكون على شكل بلورات صفراء .